# Музей К. Г. Паустовського
Музей Констянтина Георгійович Паустовського — музей Констянтина Паустовського, що заснований 2013 року в середній школі № 135, у місті Київ, Україна.

## Історія
Музей став створюватися на рік 120-річчя письменника (2012 року), а відкрито 30 листопада 2013 року. Церемонію відкриття розпочав Валерій Дружбинський, а саме відкриття музею пройшло в урочистій атмосфері у присутності багатьох гостей. На відкритті виступали: Валерій Дружбинський, Любов Чирак, Юрій Іванов, Ірина Котюк, Юрій Віленський, Михайло Кальницький, Олександр Немець. Примітним є дар бібліотеки РЦНК повного видання «Повісті про життя» у 2-х томах. До відкриття музею в Києві не було навіть меморіальної дошки письменника. Як зазначила керівниця Київського музею К. Г. Паустовського Ізабелла Кантор:
|                   | Я дуже хвилююся, бо сталося те, про що ми мріяли. Ми довго, наполегливо і з великим натхненням йшли до цього дня і щасливі не лише від того, що сьогодні на нашому святі було стільки чудових людей, а й від того, яку діяльну участь у ньому взяли наші діти. Великого щастя і для вчителя, і для людини, котра любить творчість Костянтина Георгійовича, гадаю, бути не може… Ми віримо, що наш музей має велике майбутнє. Віримо і в те, що знайдуться люди, які не лише зберігатимуть, а й продовжуватимуть ту справу, яку ми розпочали |
| — Ізабелла Кантор | |

## Експозиція
Експозиція включає матеріали, пов'язані з творчістю та біографією Паустовського. Збір експонатів відбувався силами вчителів, учнів та жителів різних країн. Міністерство культури та міська влада допомоги не надали.
Вхід у музей вільний, але потрібна попередня домовленість з адміністрацією.